# Kibwe Johnson
Kibwe Johnson (Kibwe Rasheid Johnson; * 17. Juli 1981 in San Francisco) ist ein US-amerikanischer Hammerwerfer.
2006 wurde er nationaler Hallen-Vizemeister im Gewichtwurf. 2007 wurde er US-Vizemeister im Hammerwurf und gewann Silber bei den Panamerikanischen Spielen in Rio de Janeiro.
2008 wurde er US-Hallenmeister im Gewichtwurf, 2010 US-Vizemeister im Hammerwurf.
2011 fuhr er als US-Meister zu den Leichtathletik-Weltmeisterschaften in Daegu, schied aber in der Qualifikation aus. Zum Saisonabschluss siegte er bei den Panamerikanischen Spielen in Guadalajara.
Bei den Olympischen Spielen 2012 in London wurde er Neunter und beim Leichtathletik-Continental-Cup 2014 in Marrakesch Achter.
2015 verteidigte er bei den Panamerikanischen Spielen in Toronto seinen Titel.
Kibwe Johnson ist 1,88 m groß und wiegt 108 kg. Er wird von Anatolij Bondartschuk trainiert und startet für den New York Athletic Club.

## Persönliche Bestleistungen
- Hammerwurf: 80,31 m, 23. Juni 2011, Eugene
- Diskuswurf: 65,11 m, 20. Mai 2005, Berea
- Gewichtwurf 35 lbs (Halle): 25,12 m, 24. Februar 2008, Boston